# 仏光寺 (伊東市)
仏光寺（ぶっこうじ）は、静岡県伊東市和田にある日蓮宗の寺院。山号は海上山。旧本山は大本山本圀寺（六条門流）、境師法縁。

## 歴史
弘長2年（1262年）伊豆法難で当地にいた立正大師日蓮が伊東邸で祈祷を行った。その後建治元年（1275年）、伊豆の地頭であった伊東祐光（日預）の菩提を弔うため家臣の綾部正清が伊東邸跡に創建した妙法華院が起源。境内には祐光と正清の墓がある。

## 日蓮の随身仏
伊豆の海中から出現した釈迦如来立像を祐光が日蓮に贈った。その釈迦仏を日蓮は生涯持ち歩いていたので随身仏と呼ばれた。この像は、鎌倉の妙本寺に伝来したが火災で焼失したという。

## アクセス
東海バスI03新井線・I05小室山線「仏光寺前」バス停から徒歩約3分。（JR伊東線・伊豆急行線伊東駅からI03新井行、I05新井経由小室山リフト行バスで約5分。）

## 参考資料
- 市川智康『日蓮聖人の歩まれた道』水書房（1989年）98-99頁
- 日蓮宗寺院大鑑編集委員会『宗祖第七百遠忌記念出版 日蓮宗寺院大鑑』大本山池上本門寺 (1981年)